# 산기 철도 산기선
산기 선(일본어: 三岐線)은 일본 미에현 욧카이치시의 도미다역부터 이나베시의 니시후지와라 역을 잇는 산기 철도의 철도 노선이다. 이 중 도미다 - 산기아사케 신호장 구간은 화물 전용이며, 여객 열차는 긴테쓰토미다 역 - 산기아사케 신호장 구간은 긴테쓰 연락선을 지나, 전부 긴테쓰토미다 발착으로 되어 있다.

## 노선 정보
- 노선 거리
  - 산기 선 : 도미다 - 니시후지와라 구간 26.5km (도미다 - 산기아사케 구간 1.0km는 화물 영업만)
  - 긴테쓰 연락선 : 산기아사케 신호장 - 긴테쓰토미다 구간 1.1km
- 궤간 : 1,067mm
- 역 수 : 산기 선 15역, 긴테쓰 연락선 1역
- 복선화 구간 : 없음 (전 구간 단선)
- 전철화 구간 : 전 구간 (직류 1500V)
- 폐색 방식 : 자동 폐색식
- 최고 속도 : 70km/h

## 역 목록
| 역명                                            | 일어 역명      | 역간 거리      | 영업 거리      | 접속 노선                   | 소재지         |            |
| 화물 영업 구간                                  | 화물 영업 구간 | 화물 영업 구간 | 화물 영업 구간 | 화물 영업 구간              | 화물 영업 구간 |            |
| ----------------------------------------------- | -------------- | -------------- | -------------- | --------------------------- | -------------- | ---------- |
| 도미다                                          | 富田           | -              | 0.0            | 서일본 여객철도 간사이 본선 | 욧카이치시     | 욧카이치시 |
| 산기아사케 신호장                               | 三岐朝明信号場 | 1.0            | 1.0            |                             | 욧카이치시     | 욧카이치시 |
| 산기 선 · 긴테쓰 연락선 (여객 · 화물 영업 구간) |                |                |                |                             |                |            |
| 긴테쓰토미다                                    | 近鉄富田       | -              | 0.0            | 긴키 닛폰 철도 나고야 선    | 욧카이치 시    |            |
| 산기아사케 신호장                               | 三岐朝明信号場 | 1.1            | 1.1            |                             | 욧카이치 시    |            |
| 오야치                                          | 大矢知         | 1.5            | 2.6            |                             | 욧카이치 시    |            |
| 헤이즈                                          | 平津           | 1.6            | 4.2            |                             | 욧카이치 시    |            |
| 아카쓰키가쿠엔마에                              | 暁学園前       | 1.2            | 5.4            |                             | 욧카이치 시    |            |
| 야마조                                          | 山城           | 1.7            | 7.1            |                             | 욧카이치 시    |            |
| 호보                                            | 保々           | 2.5            | 9.6            |                             | 욧카이치 시    |            |
| 호쿠세이추오코엔구치                            | 北勢中央公園口 | 1.7            | 11.3           |                             | 욧카이치 시    |            |
| 우메도이                                        | 梅戸井         | 1.9            | 13.2           |                             | 이나베시       |            |
| 다이안                                          | 大安           | 2.2            | 15.4           |                             | 이나베시       |            |
| 미사토                                          | 三里           | 1.8            | 17.2           |                             | 이나베시       |            |
| 뉴가와                                          | 丹生川         | 2.5            | 19.7           |                             | 이나베시       |            |
| 이세핫타                                        | 伊勢治田       | 1.2            | 20.9           |                             | 이나베시       |            |
| 히가시후지와라                                  | 東藤原         | 2.3            | 23.2           |                             | 이나베시       |            |
| 니시노지리                                      | 西野尻         | 2.2            | 25.4           |                             | 이나베시       |            |
| 니시후지와라                                    | 西藤原         | 1.2            | 26.6           |                             | 이나베시       |            |